# ناحیه ساحلی شارما / جتمون
ناحیه ساحلی شارما / جتمون ناحیه‌ای ساحلی در شرق شهر الدیس در استان حضرموت، یمن است  که در سال ۲۰۰۱ توسط دولت یمن به عنوان ذخیره‌گاه طبیعی پذیرفته شد و در سال ۲۰۰۲ به فهرست آزمایشی میراث جهانی یونسکو آن را افزود.
این ناحیه ساحلی یکی از مهم‌ترین زیستگاه‌های طبیعی لاک‌پشت‌ها به ویژه لاک‌پشت سرسبز است که در سواحل شارما و جاثمون زاد و ولد می‌کند. 